# Ayapana
Genre
Classification APG III (2009)
Ayapana est un genre de plantes à fleurs de la famille des Asteraceae. 
Il comprend 14 espèces de plantes pérennes herbacées originaires d'Amérique tropicale. 
Ce genre a été créé par le botaniste Édouard Spach en 1841 à partir du nom vernaculaire d'une espèce sud-américaine. Il est proche du genre Eupatorium dont certaines espèces ont été transférées dans Ayapana. Les feuilles de l'espèce Ayapana triplinervis sont utilisées pour leurs propriétés médicinales.

## Liste d'espèces
Selon eFloras Bolivia :
- Ayapana amygdalina
- Ayapana lanceolata
- Ayapana stenolepis
- Ageratina riparia

Selon ITIS (4 Aug 2011) :
- Ayapana triplinervis (Vahl) King & H. Rob.

Selon UICN
- Ayapana ecuadorensis - espèce en danger